# Простите за беспокойство
«Простите за беспокойство» (англ. Sorry to Bother You) — американская чёрная комедия режиссёра и сценариста Бутса Райли, ставшая его режиссёрским дебютом. Премьера фильма состоялась на Кинофестивале Сандэнс 20 января 2018 года.

## Сюжет
Чернокожий мужчина Кэш Грин живёт в гараже своего дяди со своей девушкой Детройт. Ему нужны деньги, и он устраивается работать в телемаркетинг. Поначалу ему не удаётся ничего продать, но по совету старшего сотрудника Лэнгстона он начинает имитировать голос белых американцев. Кэш быстро становится одним из наиболее способных сотрудников команды и ждёт приглашения работать на верхнем уровне продаж. По слухам, работники верхнего уровня продают совсем другие товары, но на нижнем уровне об этом мало что известно. В это время его сотрудники организовывают профсоюз с требованием повысить им зарплату, и Кэш присоединяется к ним.
Руководство вскоре повышает Кэша и он начинает работу в элитном подразделении компании. Он узнаёт, что фирма, в которой он работает, зарабатывает безнравственными продажами, в том числе сотрудничая с корпорацией WorryFree, предлагающей рабский труд. Кэш купается в деньгах и получает возможность помочь своему дяде, однако Детройт его бросает, так как он, по её мнению, «продался аморальной корпорации». Несколько позже Кэш попадает на выставку её работ, замечая, что она тоже имитирует белых, когда говорит с влиятельными гостями.
Руководитель WorryFree Стив приглашает Кэша на вечеринку, где тот оказывается единственным чернокожим приглашённым, и другие гости заставляют его читать рэп им на потеху. Позже Стив угощает Кэша белым порошком, который последний принимает за кокаин и вдыхает. Затем Кэш случайно находит в здании полулюдей-полулошадей, умоляющих их освободить, но Стив останавливает шокированного Кэша и говорит ему, что перед ним «будущее рабочей силы», и его компания тайно создала технологию по созданию более сильных и выносливых работников для фирмы. Затем он предлагает Кэшу стать одним из полулошадей и вдохнуть порошок, вызывающий требуемые генетические мутации. Тот отказывается.
Кэш обнаруживает, что его телефон записал видео с мольбами полулошадей, и отправляет запись Детройт. Затем он отправляется на телевидение, чтобы рассказать миру правду о преступлениях WorryFree, но ему удаётся попасть только в развлекательную передачу, во время которой его избивают. Кэш, тем не менее, рассказывает о полулошадях, но общественность решает, что это великое изобретение. Кэш мирится с друзьями и Детройт, затем возвращается к бывшим коллегам, пикетирующим офис телемаркетинговой компании, и встаёт в их ряды. Полицейские арестовывает Кэша, но их побеждают полулошади, и Кэш остаётся на свободе. Они с Детройт возвращаются в гараж дяди, где у Кэша начинает расти лошадиная морда.

## В ролях
- Лакит Стэнфилд — Кэш Грин
  - Дэвид Кросс — «белый» голос Кэша
- Тесса Томпсон — Детройт
  - Лили Джеймс — «белый» голос Детройт
- Жермен Фаулер — Сальвадор
- Омари Хардвик — мистер _______
  - Пэттон Освальт — «белый» голос мистера _______
- Арми Хаммер — Стив Лифт
- Терри Крюс — Серхио Грин
- Дэнни Гловер — Лэнгстон
- Кейт Берлант
- Стивен Ён

## Критика
Фильм получил положительные оценки кинокритиков. На сайте Rotten Tomatoes фильм имеет рейтинг 93 % на основе 291 рецензии критиков со средней оценкой 7,73 из 10. На сайте Metacritic фильм получил оценку 80 из 100 на основе 51 рецензии, что соответствует статусу «всеобщее признание».